# Schaffgotsch-Benzin
Die Schaffgotsch-Benzin GmbH betrieb von 1937 bis 1945 im Oberschlesischen Steinkohlerevier einen Industriekomplex zur Herstellung synthetischer Treibstoffe und anderer carbochemischen Produkte. Es handelte sich um ein Tochterunternehmen der Gräflich Schaffgotsch’schen Werke und gehörte den Industriellenfamilien Schaffgotsch und Ballestrem. Das Treibstoffwerk befand sich in Odertal O.S. (bis 1936 Deschowitz, seit 1945: Zdzieszowice); der Verwaltungssitz war in Gleiwitz.

## Geschichte
Die Schaffgotsch-Benzin G.m.b.H., so die offizielle Firmierung, wurde im Mai 1937 von der Familie Schaffgotsch gegründet. An dem Unternehmen beteiligte sich Nikolaus von Ballestrem (Schaffgotsch 52 % / Ballestrem 48 %), dessen Familie seit Jahrhunderten eng mit der Familie Schaffgotsch familiär und geschäftlich verbunden war. Der Sitz der Gesellschaft befand sich in Gleiwitz. Noch im gleichen Jahr begann in Odertal O.S. in unmittelbarer Nähe zur 1931 fertiggestellten hochmodernen Kokerei der Gräflich Schaffgotsch’schen Werke der Aufbau einer großtechnischen Fischer-Tropsch-Anlage, die Steinkohle zu synthetischen Kraftstoffen umwandeln sollte. Die Planung und Errichtung des Werks erfolgte unter der Leitung von Alfred Pott, dem ehemaligen Generaldirektor der Ruhrgas AG.
Die Anlagen der Schaffgotsch-Benzin GmbH waren neben denen der Hoesch-Benzin GmbH in Dortmund die letztgebauten von insgesamt neun Anlagen, die im deutschen Einflussbereich synthetische Kraftstoffe nach dem Fischer-Tropsch-Verfahren produzierten. Beide Werke arbeiteten mit der Mitteldruck-Synthese und gingen 1939 noch vor Beginn des Zweiten Weltkriegs in Betrieb. Alle anderen deutschen Kohleverflüssigungsanlagen, die in den folgenden Jahren gebaut wurden, verwendeten die Bergius-Pier-Methode.
Die Produktion in Odertal umfasste Fahrbenzin und Dieselkraftstoff, vor allem aber Schmierstoffe und Harze. In der Forschung meldete das Unternehmen eine Reihe von Koppel- und Nebenprodukten aus gewonnenen C2H2 und Olefinen als Patente an. Ferner fanden die Chemiker der Schaffgotsch-Benzin GmbH heraus, dass bei der Fischer-Tropsch-Synthese in einem Arbeitsgang Sulfonsäuren gewonnen werden können, indem man die Synthese-Kohlenstoffe gleichzeitig mit Schwefeldioxid und Sauerstoff oder Luft unter Aktivierung geringer Mengen Halogen umsetzt. Mittels dieser Sulfonierung hergestellter Produkte fanden vor allem als Tenside in Wasch- und Reinigungsmitteln Verwendung.
Ermittlungen US-amerikanischer Behörden und Forscher zufolge produzierte Schaffgotsch jährlich 39.200 Tonnen Benzin und Diesel, bei einer jährlichen Gesamtkapazität von 80.000 Tonnen synthetischer Produkte. Hingegen gehen aus deutschen Quellen für das Unternehmen höchst unterschiedliche Jahreskapazitäten hervor; die Spanne reicht von 34.000 Tonnen über 40.000 Tonnen bis zu 60.000 Tonnen. Generell ist es schwierig, Produktionszahlen für die einzelnen Hydrierwerke insbesondere in Schlesien zu finden. Sie werden nicht gesondert ausgewiesen. Auch die fünf sogenannten Hydrierdenkschriften, die Albert Speer an Adolf Hitler richtete, nennen nur Gesamtzahlen für das ganze Deutsche Reich.
Im Jahr 1944 beschäftigte das Unternehmen rund 2100 Personen. Vom Luftkrieg blieb Odertal, wie ganz Schlesien, lange Zeit verschont. Der erste alliierte Angriff auf das Treibstoffwerk erfolgte am 7. Juli 1944, der letzte am 26. Dezember 1944. In diesem Zeitraum waren auf dem Betriebsgelände im Rahmen des Mineralölsicherungsplans auch Arbeitskräfte aus dem Zwangsarbeitslager Annaberg zur Beseitigung von Bombenschäden eingesetzt. Insgesamt griff die 15. US-Luftflotte acht Mal Odertal an. Die Fotoaufklärung der USAAF ergab, dass die Zerstörungsmaßnahmen im Grunde wenig effektiv waren. Die Kokerei blieb in Betrieb, vermutet wurden Schäden an der Crackanlage, die jedoch eine Wiederaufnahme der synthetischen Produktion nicht dauerhaft verhindern konnten. Die Erfolge der Roten Armee an der Ostfront im Januar 1945 erübrigten dann alle weiteren Anstrengungen der US-amerikanischen Airforce.
Am 24. Januar 1945 besetzten sowjetische Truppen Odertal. Im März 1945 kam der Ort unter polnische Verwaltung und wurde in Zdzieszowice umbenannt. Am 6. April 1945 richtete das Ministerium für Öffentliche Sicherheit, MBP in der Nähe des Treibstoffwerks das Arbeitslager Nr. 281 für deutsche Zivilisten und Kriegsgefangene ein. Kurz darauf wurden die gesamten Fischer-Tropsch-Anlagen auf persönlichen Befehl Josef Stalins demontiert und in die Sowjetunion verfrachtet, während die Kokerei erhalten blieb. Anschließend folgte die Vertreibung der deutschstämmigen Bevölkerung; in der Stadt siedelten sich Polen an, zumeist Vertriebene aus den annektierten und der Westukraine zugeordneten ehemaligen polnischen Ostgebieten. Die Familien Schaffgotsch und Ballestrem wurden enteignet und ihre Besitzungen in Schlesien verstaatlicht.

## Gegenwart
Gegenwärtig gehört das Industriewerk Zdzieszowice zu ArcelorMittal. Mit einer Produktion von jährlich über vier Millionen Tonnen ist es der größte Koksproduzent in Polen. Neben Heiz- und Hüttenkoks werden Kokereigas, Benzol, Teer und Ammoniumsulfat produziert. Der Großteil der Produktion wird exportiert.